# Associazione Calcio Femminile Modena Euromobil 1989-1990
Questa voce raccoglie le informazioni riguardanti la Associazione Calcio Femminile Modena Euromobil nelle competizioni ufficiali della stagione 1989-1990.

## Organigramma societario
Area direttiva
- Presidente: Carlo Alberto Corradi
- Vice presidente: Victor Poletti

Area organizzativa
- Segretario: Gaetano Critelli

Area comunicazione
- Addetto stampa: Annamaria Bernabè

Area tecnica
- Allenatore: Angelo Ferranti
- Allenatore in seconda: Mario Barbini

## Rosa
Rosa della squadra prima dell'inizio del campionato.
| N. |                      | Ruolo | Calciatrice         |
| -- | -------------------- | ----- | ------------------- |
|    | Italia (bandiera)    | C     | Paola Araldi        |
|    | Danimarca (bandiera) | A     | Susanne Augustesen  |
|    | Italia (bandiera)    | D     | Rosaria Barba       |
|    | Italia (bandiera)    | P     | Giorgia Brenzan     |
|    | Italia (bandiera)    | A     | Addolorata Capo     |
|    | Italia (bandiera)    | C     | Elisabetta Castelli |
|    | Italia (bandiera)    | D     | Simona De Filippo   |
|    | Italia (bandiera)    | C     | Barbara Ferrigno    |

| N. |                   | Ruolo | Calciatrice        |
| -- | ----------------- | ----- | ------------------ |
|    | Italia (bandiera) | D     | Silvia Fogliani    |
|    | Italia (bandiera) | D     | Annamaria Leone    |
|    | Italia (bandiera) | D     | Lucia Magistrali   |
|    | Italia (bandiera) | C     | Annamaria Mega     |
|    | Italia (bandiera) | C     | Deborah Montagnani |
|    | Italia (bandiera) | P     | Marina Mozzetti    |
|    | Italia (bandiera) | A     | Debora Novelli     |
|    | Italia (bandiera) | C     | Rosaria Pirrottina |